# Distretto di Dadal
Il distretto di Dadal è uno dei diciassette distretti (sum) in cui è suddivisa la provincia del Hėntij, in Mongolia. Conta una popolazione di 2.612 abitanti (censimento 2010). 